# 기타가와정
기타가와정(일본어: 北川町)은 일본 미야자키현 히가시우스키군에 위치했던 정이다. 2007년 3월 31일 노베오카시에 편입되었다. 과거 정이었던 지역은 현재 노베오카 시의 지역 자치구인 기타가와마치(北川町)가 설치되어 있다.

## 지리
미야자키현의 북부에 위치하며, 오이타현과 접하고 있었다. 휴가나다(日向灘)와 가까운 지역에 위치해 있지만, 휴가나다 연안 지역은 노베오카 시의 행정구역으로 되어 있어 기타가와 정 자체는 휴가나다와 접해 있지 않았다.
- 산 : 가가미 산(鏡山), 오쿠에 산(大崩山), 에노다케 산(可愛岳)
- 강 : 기타가와 강, 호리가와 강(祝子川)
- 댐 : 호리가와 댐

### 인접해 있었던 지자체
- 노베오카시
- 니시우스키군 히노카게정
- 오이타현 사이키시

## 역사
1877년 세이난 전쟁에서 정 내가 전장이 되어, 사쓰마의 군 야전병원과 사이고 다카모리의 숙영지 터가 존재한다.

### 근헌대
- 1889년 5월 1일 - 정촌제 시행에 수반해 기타가와촌 이 성립하였다.
- 1972년 11월 1일 - 단독으로 정으로 승격해  기타가와정이 되었다.
- 2007년 3월 31일 - 노베오카시에 편입해, 지역자치구로 전환하였다.

## 교통

### 철도
- 규슈 여객철도 닛포 본선

### 도로
- 히가시큐슈 자동차도
- 국도 10호선
- 국도 326호선
- 국도 388호선